# Кустолово-Суходолка
Кустолово-Суходолка (укр. Кустолово-Суходілка) — село, Кустолово-Суходольский сельский совет, Машевский район, Полтавская область, Украина.
Код КОАТУУ — 5323082601. Население по переписи 2001 года составляло 1467 человек.
Является административным центром Кустолово-Суходольского сельского совета, в который не входят другие населённые пункты.

## Географическое положение
Село Кустолово-Суходолка находится в 0,5 км от села Лысовка.

## История
- 1841 — дата основания.

## Экономика
- Молочно-товарная и птице-товарная фермы.
- «Колос», ООО.
- ООО «Востокстройгаз».
- Машевская исправительная колония (№ 9).
- Кустолово-Суходольский комбинат коммунальных предприятий.

## Объекты социальной сферы
- Школа.
- Дом культуры.

## Известные жители и уроженцы
- Валко, Пётр Харлампиевич (1909—?) — Герой Социалистического Труда.